# Bactrocera absoluta
Bactrocera absoluta är en tvåvingeart som först beskrevs av Walker 1861.  Bactrocera absoluta ingår i släktet Bactrocera och familjen borrflugor. Inga underarter finns listade.